# Круя (округ)
Круя (алб. Rrethi i Krujës) — один из 36 округов Албании, расположенный на западе страны.
Округ занимает территорию 372 км² и относится к области Дуррес. Административный центр — город Круя.

## Географическое положение
Округ Круя расположен на равнинной территории реки Ишми севернее города Тирана и лежащих на востоке горах Скандербег, достигающих в высоту более 1400 м. На северо-западе граница округа проходит в нескольких километрах от побережья Адриатического моря. На западе равнинная часть ограничена грядой холмов.
Город Фуша-Круя стал новым неофициальным центром округа. Официальный административный центр, город Круя, расположен на склонах гор высоко над равниной и имеет плохое транспортное сообщение. В Фуша-Круя дороги из Тираны и Дурреса объединяются в одну, ведущую в Северную Албанию. Второстепенная дорога идёт в Крую.
Северо-восточнее Круи находится национальный парк «Qafa Shtama». На 2000 га расположены несколько небольших озёр и источников.
В деревне Bilaj к западу от Фуша-Круя на аллювиальных отложениях реки Ишми бьёт горячий термальный источник с сернистой минеральной водой, содержащей также кальций, соду, железо и магний и достигающий температуры 55 °C. Здесь же есть небольшой медицинский центр для посетителей.

## Экономика и промышленность
Благодаря близости к столице Албании Тиране (32 км) и благоприятному географическому расположению в центре страны, в округе имеются различные отрасли промышленности. Прежде всего, это производство мебели, продающейся здесь повсюду.
В округе несколько промышленных предприятий (цементная фабрика и прочие), построенных еще при социализме. Ведется производство строительных материалов.

## Туризм
Город Круя относится к важнейшим туристическим центрам Албании. Крепость Круя была фамильным поместьем национального героя Скандербега, здесь он вёл бои с войсками Мехмеда II. Старый рынок и крепость с её музеями (Национальный музей Албании, этнографический музей) являются излюбленным местом проведения туристических экскурсий из Тираны.
Недалеко от Круи, на возвышенности, расположена и древняя иллирийская крепость Zgërdhesh.

## Транспорт
На юго-западе округа расположен единственный международный аэропорт Албании — Тиранский международный аэропорт имени матери Терезы (Tirana International Airport Nënë Tereza).
Округ связан автомобильными дорогами с городами Лежа, Шкодер, Тирана, Вора и Дуррес. Эти дороги являются частью строящегося четырёхполосного автобана из Центральной Албании в Косово.
Хотя по округу проходит железная дорога, однако она не связывает между собой важнейшие города. Подъездные пути ведут к индустриальным предприятиям города Фуша-Круя.
Из Фуша-Круя в Тирану ходят междугородние автобусы.

## Административное деление
Округ Круя состоит из двух городов: Круя и Фуша-Круя и 5 коммун: Bubq, Cudhi, Kodër, Thumana, Nikël.